# Чинимахи
Чинимахи (дарг. ЧIигIнимахьи) — село в Акушинском районе Дагестана. Входит в состав сельского поселения «Сельсовет Бургимакмахинский».

## Географическое положение
Расположено в 3 км к востоку от районного центра села Акуша.

## Население
| 1895 | 1926 | 1939 | 1970 | 1989 | 2002 | 2010 |
| ---- | ---- | ---- | ---- | ---- | ---- | ---- |
| 300  | ↘206 | ↗236 | ↗423 | ↗453 | ↗908 | ↗916 |
| 2021 |      |      |      |      |      |      |
| ↘831 |      |      |      |      |      |      |